# إدوارد باش
إدوارد باش (بالإنجليزية: Edward Bach) (و. 1886 – 1936 م) هو طبيب، وكاتب، ومعالج مثلي ‏، وفيلسوف من المملكة المتحدة، والمملكة المتحدة لبريطانيا العظمى وأيرلندا، ولد في برمينغهام، توفي عن عمر يناهز 50 عاماً.

## التعليم
تعلم في جامعة برمنغهام، وتعلم في جامعة كامبريدج
.